# Rhamphocetichthys
Rhamphocetichthys is een monotypisch geslacht van straalvinnige vissen uit de familie van walviskopvissen (Cetomimidae).

## Soort
- Rhamphocetichthys savagei Paxton, 1989